# アントン・ポートマン
アントン・L・C・ポートマン（Anton L. C. Portman、生没年不詳）は、アメリカ合衆国の外交官。
日本の同時代資料にはホットメン（省略されている半濁点を補えばポットメン）として現れる。

## 経歴・人物
オランダで生まれる。1853年（嘉永6年）アメリカ東インド艦隊が日本での開国交渉に向かう途中に寄航した上海で、艦隊提督のマシュー・ペリーによって艦隊書記・参謀として登用され、共に日本へ向かう。途中フィルモア大統領の親書のオランダ語訳を作成している。日米交渉では通訳官のサミュエル・ウィリアムズ（漢文担当）とともに通訳を務める。1854年（安政元年）再来航の際にもペリーに従い、日米和親条約オランダ語草案を作成した。ペリーは初代アメリカ公使・タウンゼント・ハリスの通訳にポートマンを勧めたが、ハリスはそれを断った。
1861年（文久元年）、ポートマンの代わりにハリスの通訳として採用されたヘンリー・ヒュースケンが暗殺されると、代わってポートマンが公使館の通訳官・書記官となった。1865年（慶応元年）、第2代公使のロバート・ブリューインが任期途中で帰国すると同年4月に代理公使に任命され、第3代公使のロバート・ヴァン・ヴォールクンバーグが1866年8月に着任するまで、約1年半その任を務めた。この間フィーパン号事件（長州藩によるアメリカ商人からの武器密輸）や下関戦争の処理、富士山丸問題、通商条約勅許問題の解決（兵庫開港要求事件）などに奔走した。1868年1月17日（慶応3年12月23日）幕府老中・小笠原長行に江戸-横浜間の鉄道敷設許可を承認されるが、1869年（明治2年）新政府側から「幕府による承認日が京都での新政府樹立後（1868年1月3日に王政復古の大号令布告）であるため無効」として拒絶されている。
エドウィン・ダン以前の駐日公使の中で、ポートマンは最も日本語に長け、日本の事情にも明るかったと言われる。